# Basilika St. Katharina

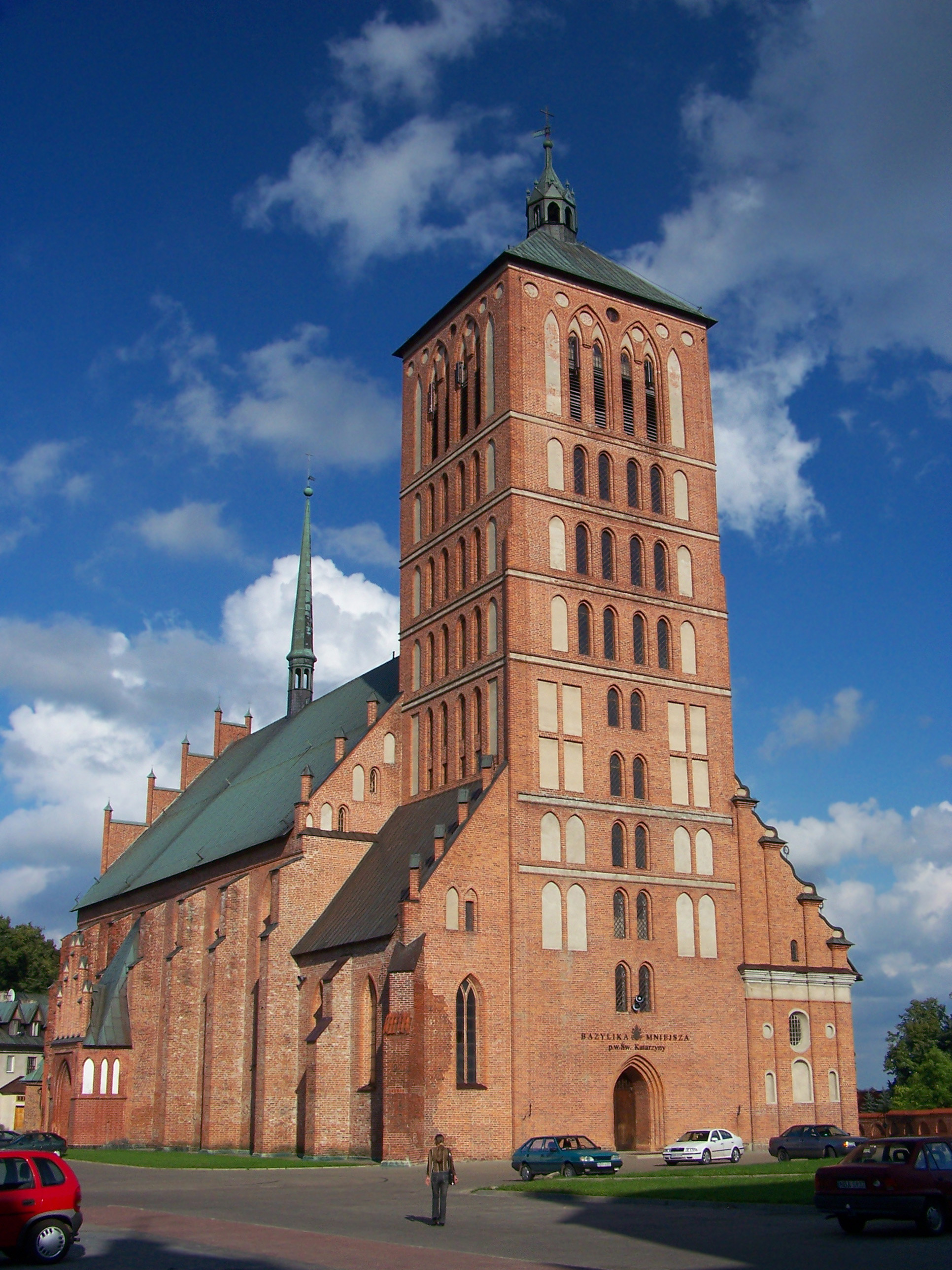
Turmfassade der Basilika

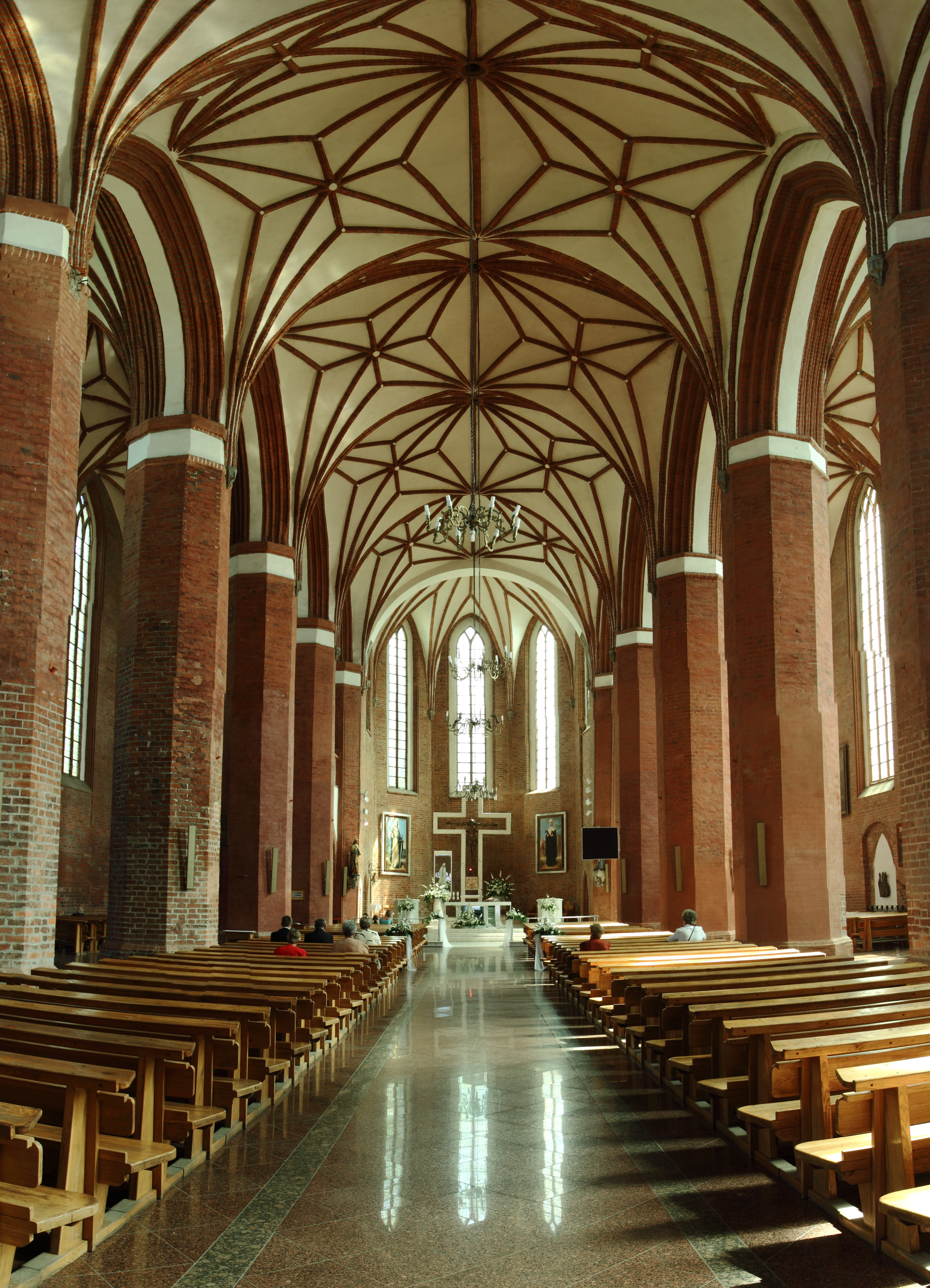
Innenraum der Kirche

Die Basilika St. Katharina ist eine römisch-katholische Pfarrkirche in Braunsberg/Braniewo in der polnischen Woiwodschaft Ermland-Masuren. Die Kirche des Erzbistums Ermland mit dem Patrozinium der Katharina von Alexandrien trägt den Titel einer Basilica minor und steht unter Denkmalschutz.

## Geschichte

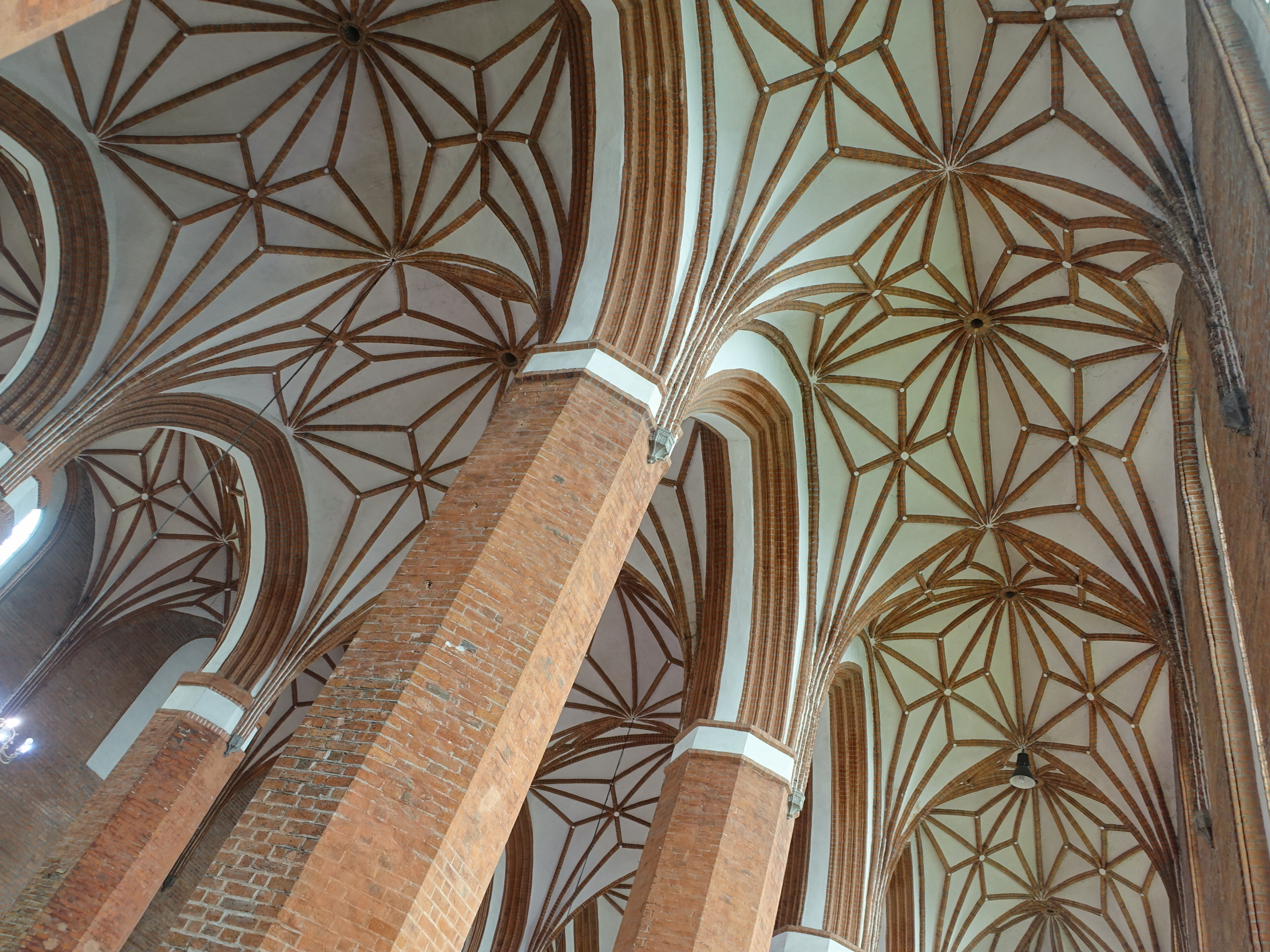
Gewölbe

Die Kirche wurde anstelle einer früheren Holzkirche von 1280 errichtet. Die Bauarbeiten im Stil der Backsteingotik begannen 1346 mit dem Chor. Ursprünglich sollte die Kirche die Form einer Pseudobasilika haben, aber 1367 wurde dieses Konzept auf eine Hallenkirche angepasst. 1381 wurde der Bau mit dem Dach und den Glasfenstern abgeschlossen. Der Turm wurde ab 1420 gebaut und erhielt 1425 eine Uhr. Die Gewölbe wurden 1442 fertiggestellt. Durch den Blitzeinschlag von 1480 fiel der Turm ein und musste neu errichtet werden, auch durch den Großen Nordischen Krieg 1520 kam es zu größeren Schäden. Im Jahre 1536 wurde der Turm erhöht. Die damalige Kirche weist viele Merkmale auf, die auf eine Verbindung mit der Kirche St. Bartholomaei in Demmin in Pommern hindeuten.
1500 fügte Bischof Lucas Watzenrode links neben dem Chor eine Empore an. Der Grabstein des Bischofs Paul von Legendorf († 1467) wurde 1494 von Bischof Lucas Watzenrode finanziert: Nach den Kriegsschäden wurde das Grab des Bischofs Legendorf durch das Museum für Ermland und Masuren in Olsztyn gesichert und fand nach der Konservierung einen würdigen Platz in der Burg Heilsberg.
In der Kapelle des Letzten Abendmahls befand sich ein spätgotisches Polyptychon nach Art der Antwerpener Altäre. In der Kapelle der Muttergottes befand sich ein gemaltes Triptychon aus dem Jahr 1485. Im 17. Jahrhundert wurde die Kirche mit dem Hauptaltar und einem Chorgestühl ausgestattet.
Die Kirche wurde zwischen 1855 und 1859 im neugotischen Stil umgebaut. Zu Beginn des Jahres 1945 wurde der gotische Kirchturm von der deutschen Armee gesprengt, wodurch der größte Teil der Kirche mit den Gewölben zerstört wurde. Nur die Südseite und der nördliche Teil überlebten, der östliche Chor und neun der zehn Säulen. Die Kirche blieb bis 1979 eine Ruine. Unter dem neuen Pfarrers Tadeusz Brandys begann der Wiederaufbau. Der erste Gottesdienst wurde hier von Brandys 1981 während des Kriegsrechts gefeiert. Die Weihe der Kirche erfolgte 1986. Im Jahr 2001 wurde die Kirche durch Papst Johannes Paul II. in den Rang einer Basilica minor erhoben.

## Bauwerk
Das monumentale dreischiffige Gebäude hat eine Länge von 41 m und eine Breite von 25 m. Der für das Ermland typische, massige Turm hat eine Höhe von 63 m. Die Kirchenschiffe mit sechs Jochen sind durch die zehn achteckigen Säulen unterteilt und mit Sterngewölben überspannt. Der Chor wird mit einer fünfseitigen Apsis abgeschlossen. Das Innere der Basilika ist geräumig und schlicht, die Ausstattung ist fast vollständig modern. In einer der Kapellen befinden sich Reliquien der seliggesprochenen Regina Protmann, Gründerin der Katharinenschwestern und Schutzpatronin der Stadt.

## Glocken

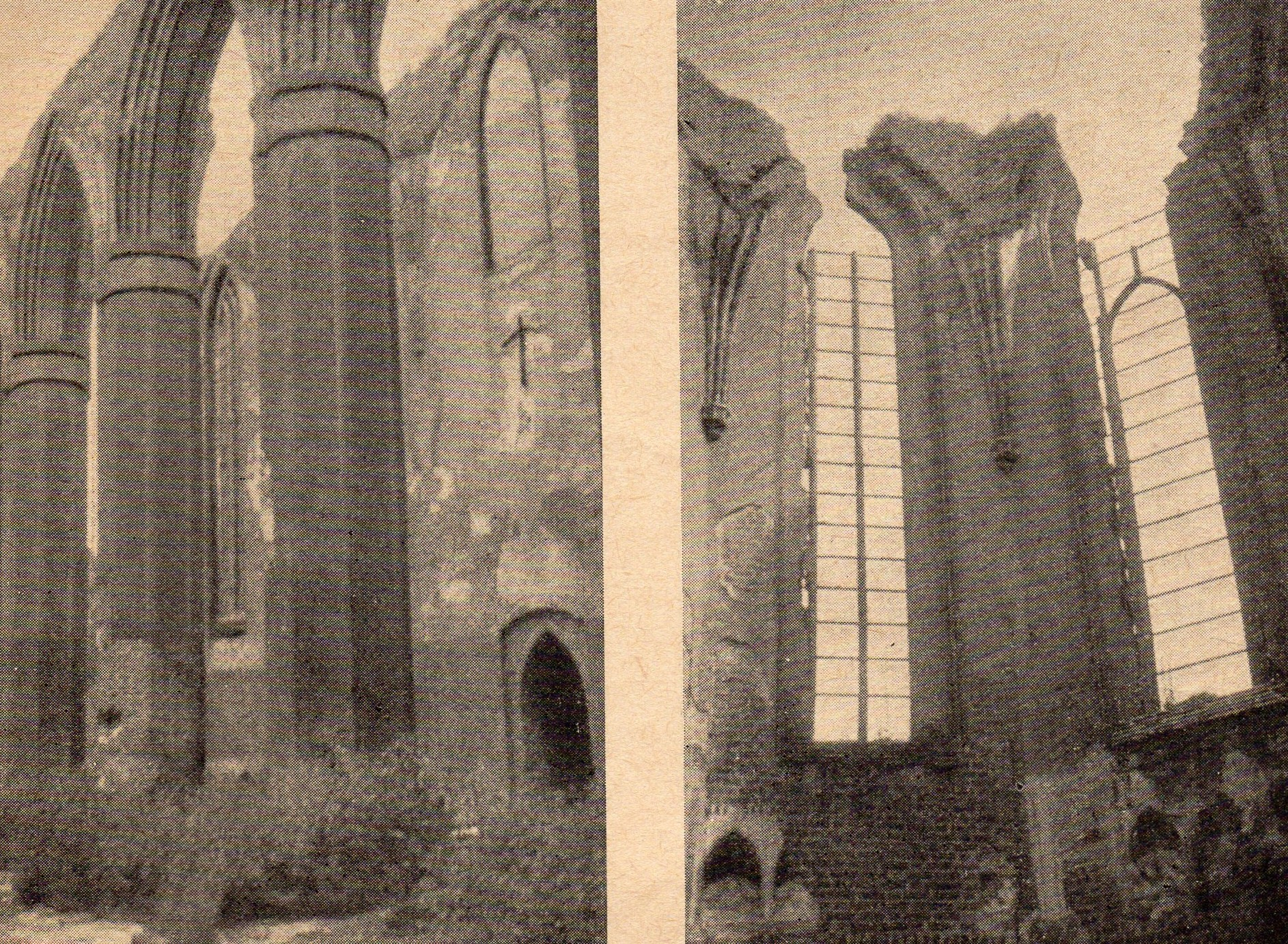
Ruine der Katharinenkirche (1966)

Die große Glocke der Katharinenkirche wurde 1726 gegossen und entging als „musikalisch wertvollste Glocke“ Ostpreußens im Ersten Weltkrieg den damaligen Metallsammlungen. 1942 wurde sie im Zuge der erneuten Metallsammlungen konfisziert und zum Glockenfriedhof in Hamburg verbracht. Sie hängt seit 1952 in der Neuen Benediktinerabtei Kornelimünster bei Aachen.